# Leocísio Sami
Leocísio Júlio Sami, dit Sami, né le 18 décembre 1988 à Bissau en Guinée-Bissau, est un footballeur international bissaoguinéen. Il évolue au poste d'attaquant.

## Biographie

### Carrière en équipe nationale
Sami joue son premier match en équipe nationale le 8 octobre 2011 lors d'un match des éliminatoires de la Coupe d'Afrique 2012 contre l'Angola (défaite 2-0).
Au total, il compte 12 sélections et 0 but en équipe de Guinée-Bissau entre 2011 et 2017.

## Statistiques
| Saison                | Club                  | Championnat           | Championnat | Championnat | Coupe(s) nationale(s) | Coupe(s) nationale(s) | Guinée-Bissau | Guinée-Bissau | Total | Total |
| Saison                | Club                  | Division              | M.          | B.          | M.                    | B.                    | M.            | B.            | M.    | B.    |
| 2007 - 2008           | Eléctrico             | II Divisão            | 36          | 12          | -                     | -                     | -             | -             | 36    | 12    |
| 2008 - 2009           | Desportivo Aves       | Segunda Liga          | 27          | 3           | 1                     | 0                     | -             | -             | 28    | 3     |
| 2009 - 2010           | Marítimo              | Primeira Liga         | 1           | 0           | -                     | -                     | -             | -             | 1     | 0     |
| 2009 - 2010           | Fátima                | Segunda Liga          | 13          | 3           | -                     | -                     | -             | -             | 13    | 3     |
| 2010 - 2011           | Marítimo              | Primeira Liga         | -           | -           | -                     | -                     | -             | -             | 0     | 0     |
| 2011 - 2012           | Marítimo              | Primeira Liga         | 29          | 5           | 5                     | 1                     | 4             | 0             | 38    | 6     |
| 2012 - 2013           | Marítimo              | Primeira Liga         | 29          | 6           | 3                     | 0                     | -             | -             | 32    | 6     |
| 2013 - 2014           | Marítimo              | Primeira Liga         | 23          | 1           | 3                     | 0                     | 2             | 0             | 28    | 1     |
| 2014 - 2015           | Sporting Braga        | Primeira Liga         | 8           | 1           | 4                     | 1                     | -             | -             | 12    | 2     |
| 2014 - 2015           | Vitória Guimarães     | Primeira Liga         | 14          | 0           | 1                     | 1                     | -             | -             | 15    | 1     |
| Total sur la carrière | Total sur la carrière | Total sur la carrière | 180         | 31          | 17                    | 3                     | 6             | 0             | 203   | 34    |